# Société de législation comparée
La Société de législation comparée est une association française loi de 1901, reconnue d'utilité publique. Fondée en 1869 par Édouard Laboulaye, elle regroupe des universitaires, avocats et magistrats français et étrangers, et organise des colloques internationaux sur des sujets d'actualité.
La société publie la Revue internationale de droit comparé et des monographies de droit comparé.
La SLC constitue une unité de recherche en droit comparé du CNRS et est dotée du statut consultatif auprès du Conseil économique et social des Nations unies, du Bureau international du travail (BIT) et du Conseil de l’Europe.

## Historique
La Société de législation comparée, fondée en 1869, se positionne initialement comme une société savante apolitique dédiée au progrès de la science juridique. Cependant, au fil des années, ses membres, majoritairement parisiens et d'orientation libérale, occupent des postes clés au Parlement et dans l'administration préfectorale, influençant ainsi la législation et l'application des lois. Sous la Troisième République, la SLC devient un pivot entre le monde politique et juridique, avec une forte présence de ses membres au sein du corps préfectoral et dans les cabinets ministériels. Malgré les changements politiques et les difficultés à influencer la production législative, la SLC demeure au cœur des milieux législatifs et judiciaires de la fin du XIXe siècle selon Pierre Allorant et Walter Badier,.
Elle est reconnue d'utilité publique par décret du 4 décembre 1873.
Elle s'installe en 1951 au Centre français de droit comparé sis au 28 rue Saint-Guillaume à Paris.

### Liste des présidents[5]
- Depuis 2024 : François Molinié
- 2020-2023 : Bernard Stirn
- 2016-2019 : Dominique Hascher
- 2012-2015 : Bénédicte Fauvarque-Cosson
- 2008-2011 : Emmanuel Piwnica
- 2004-2007 : Jean-Louis Dewost
- 2000-2003 : Guy Canivet
- 1997-1999 : Xavier Blanc-Jouvan
- 1992-1996 : Georges Flécheux
- 1988-1991 : Jacques Boutet
- 1984-1987 : Simone Rozès
- 1979-1983 : Roland Drago
- 1974-1978 : Albert Brunois
- 1970-1973 : Maxime Letourneur
- 1964-1969 : Marc Ancel
- 1958-1963 : Henry Solus
- 1955-1957 : Jacques Charpentier
- 1952-1954 : René Cassin
- 1949-1951 : Jules Basdevant
- 1947-1948 : Jean-Paulin Niboyet
- 1939-1946 : Henri Decugis
- 1938 : Louis Josserand
- 1937-1938 : René Demogue
- 1935-1936 : Joseph Depeiges
- 1933-1934 : Paul Grunebaum-Ballin
- 1931-1932 : Alexandre Chaumat
- 1929-1930 : Henri Lévy-Ullmann
- 1927-1928 : Albert Troullier
- 1925-1926 : Maurice Dufourmantelle
- 1924 : Albert Troullier
- 1923-1924 : Stéphane Bergé
- 1921-1922 : Raymond Poincaré
- 1919-1920 : Ferdinand Larnaude
- 1913-1918 : Auguste Arnauné
- 1911-1912 : Charles Falcimaigne
- 1909-1910 : Ernest Cartier
- 1907-1908 : Paul Leroy-Beaulieu
- 1905-1906 : Ernest Désiré Glasson
- 1903-1904 : Manuel Baudoin
- 1901-1902 : Alexandre Bétolaud
- 1899-1900 : Georges Picot
- 1897-1898 : Charles Lyon-Caen
- 1895-1896 : Charles Tranchant
- 1893-1894 : L.J.D. Féraud-Giraud
- 1891-1892 : Henry du Buit
- 1889-1890 : Claude Bufnoir
- 1887-1888 : Alexandre Ribot
- 1885-1886 : Rodolphe Dareste
- 1883-1884 : Henri Baboux
- 1881-1882 : Alexandre Véron-Duverger
- 1880 : Paul Gide
- 1878-1879 : Léobon Larombière
- 1876-1877 : Léon Aucoc
- 1874-1875 : Jules Dufaure
- 1872-1873 : Charles Renouard
- 1869-1871 : Édouard Laboulaye

### Liste des secrétaires généraux[6]
- Depuis 2023 : Marie Gren
- 2018-2022 : Nicolas Cornu-Thénard
- 2012-2018 : Timothée Paris
- 2006-2011 : Bénédicte Fauvarque-Cosson
- 2002-2005 : David Capitant
- 1997-2002 : Marie-Anne Gallot-Le Lorier
- 1978-1996 : Xavier Blanc-Jouvan

[…]
- 1964-1977 : Roland Drago
- 1954-1963 : Ange Blondeau
- 1944-1954 : Marc Ancel
- 1919-1943 : Paul Goulé
- 1881-1919 : Fernand Daguin
- 1880-1881 : Raphaël Gonse
- 1879 : Jules Dietz
- 1876-1878 : Georges Dubois
- 1873-1875 : Alexandre Ribot
- 1869-1872 : Paul Jozon

## Sections de l'association[7]

### Droit pénal
Cette section est présidée par Pascal Beauvais, professeur à l'université Paris 1 Panthéon-Sorbonne, qui occupe également la fonction de co-directeur du Centre de droit pénal et de criminologie.

### Droit des affaires
Cette section était présidée jusqu'en 2022 par Jacques Fournier, conseiller pour la sécurité juridique auprès du groupe Casino. Elle l'est depuis 2023 par Francis Donnat, Conseiller d'Etat et avocat associé chez Baker McKenzie Paris.

#### Travaux entrepris par la section
- Données de santé et compétitivité : quels défis pour la technique et le droit ?
- Véhicules autonomes et connectés, quels défis pour la technique et le droit comparé ?
- Les entreprises innovantes : comment les développer en France ?
- L'entreprise et le conflit d'interêt
- La Présidence française de l’Union européenne

### Droit constitutionnel comparé
Cette section est présidée par Aurélien Antoine, professeur de droit public à la Faculté de Droit de l’Université Jean-Monnet, responsable de l’équipe de recherche « Production et interactions des normes » du Centre de recherches critiques sur le droit.

#### Travaux entrepris par la section
- Comparaison de l'évolution constitutionnelle en France et au Royaume-Uni depuis 1958
- La loi électorale en Europe
- L’État présent du bicamérisme en Europe

### Droit de l'action publique
Cette section, créée en 2012, est présidée par Bernard Stirn, président de section au Conseil d'État.

#### Travaux entrepris par la section
- La fin de vie des navires, les prérogatives et les obligations des États : comparaison entre les conventions de Nairobi (2007), de Hong-Kong (2009) et de Bâle (1989)
- L'action publique et le numérique
- Lutte contre le terrorisme et droits fondamentaux en droit comparé
- L’état de droit et la crise sanitaire
- Les transformations de la justice administrative

### Droit social
Cette section, créée en 2020, est présidée par Laurent Gamet, professeur de droit privé et sciences criminelles, doyen de la faculté de droit de l'Université Paris XII et avocat au barreau de Paris.

#### Travaux entrepris par la section
- Intelligence artificielle et travail
- Les conflits du travail au Sénégal
- La protection en droit suisse du travail contre le congé abusif
- Les travailleurs des plateformes : l'expérience brésilienne
- Le plafonnement de l'indemnisation du licenciement injustifié : l'expérience italienne
- L'État social japonais
- Les syndicats aux États-Unis
- La réforme du Code du travail au Togo
- Ecological Labour Law
- La justiciabilité directe et autonome des droits sociaux par la Cour Interaméricaine des Droits de l’Homme : une approche novatrice et protectrice

### Droit de l'insolvabilité
Cette section, créée en 2013, est présidée par Jean-Luc Vallens, président de chambre à la Cour d'appel de Colmar et Professeur associé à l'université de Strasbourg et à l'université de Paris.

### Droit public financier
Cette section, créée en 2014, est présidée par Aurélien Baufu, professeur de droit public à l'université de Lille II.

#### Travaux entrepris par la section
- La réforme du régionalisme financier en Espagne et Italie. Perspectives pour une refondation
- Constitution(s) et impôt(s) : approche comparée (Allemagne, Espagne, France, Italie)
- 2ème Symposium international de finances publiques comparées
- Le financement public des Parlements en Europe : une autonomie financière en débat(s)
- Le financement public du parlement au Royaume-Uni et en France
- Le système budgétaire et comptable américain
- Covid-19 et finances publiques comparées

### Droit international privé
Cette section est présidée par Pascal de Vareilles Sommieres, professeur à l'université Paris I Panthéon-Sorbonne.

#### Travail entrepris par la section
- Le droit international privé japonais : caractéristiques générales et problèmes contemporains

### Droit maritime
Cette section, créée en 2017, est présidée par Béatrice Favarel, avocate au barreau de Marseille.

#### Travail entrepris par la section
- Droit maritime et arbitrage font-ils encore bon ménage ?

### Droit de l'arbitrage
Cette section, créée en 2017, est présidée par Béatrice Castellane, avocate au barreau de Paris et ancienne membre du Conseil de l'Ordre et arbitre internationale.

#### Travaux entrepris par la section
- "Enforcement of arbitral Awards : a comparative law analysis of the Middle East and French law"
- Exécution des sentences arbitrales et recours en annulation dans les pays arabes
- Droit maritime et arbitrage font-ils bon ménage ?
- L’État des lieux de l'arbitrage au Japon
- Vues comparées sur la composition des tribunaux arbitraux
- Premiers regards comparatistes sur le nouveau droit OHADA en matière d'arbitrage et de médiatisation
- L'arbitrage international en Iran
- L'usage du français comme langue de l'arbitrage
- Le centre régional du Caire pour l'arbitrage commercial international : cadre juridique et jurisprudentiel
- La place de l’arbitrage dans l’indemnisation des pratiques anticoncurrentielles en Europe

### Droit des contrats
Cette section est dirigée en collaboration avec la Cour de cassation et l'université Paris-Dauphine.

#### Travail entrepris par la section
- L'impérativité en droit international des affaires : questions d'actualité

### Droit international de la famille
Cette section est dirigée par Hugues Fulchiron, professeur à l'université Jean Moulin Lyon III, directeur du Centre de droit de la famille, membre de l'Institut universitaire de France et président de l'International Society of Family law.

#### Travaux entrepris par la section
- ADN sans frontière, ADN sans limites ? Comment encadrer la circulation des données génétiques ?
- La réserve héréditaire n'est pas d'ordre public en matière internationale : et après ?
- Vers un droit de la famille "virtuel" ?

### Droit de la propriété intellectuelle
Cette section est présidée par Jacques Larrieu, professeur émérite de droit privé au sein de l'université Toulouse Capitole.

#### Travaux entrepris par la section
- "The future of intellectual property law and competition law in the AI era - a comparative socio-legal study between France and Japan"
- Les défis de l'intelligence artificielle à la propriété intellectuelle

### Droit de l'animal
Cette section est présidée par Marie-Bénédicte Desvallon, avocate au barreau de Paris.

#### Travail entrepris par la section
- L'Homme, roi des animaux ?
- Animaux, droit et société
- De la domestication à la protection : quelle évolution du droit dans le rapport homme/animal ?

### Comparatisme historique et histoire du droit comparé

#### Travaux entrepris par la section
- Les droits du genre humain : la liberté en France et en Angleterre (1159-1793)

## Publications
Les 831 bulletins de la Société de législation comparée de 1869 à 1946 ont été numérisés et sont accessibles sur le site de la Bibliothèque nationale.
La Revue internationale de droit comparé, seule revue générale de droit comparé publiée en France, paraît depuis 1949 à destination des juristes de toutes spécialités et de tous pays. Ses numéros trimestriels de 1949 à 2019 sont accessibles sur le site Persée.
Outre de très nombreux ouvrages (actes de colloques, droits étrangers, droit comparé et européen, etc.), la société publie aussi la revue Tribonien, revue critique de législation et de jurisprudence.

## Prix
- Prix Choucri-Cardahi 1999 de l’Académie des sciences morales et politiques pour l’ensemble de son action[11].